# Ганна Носова

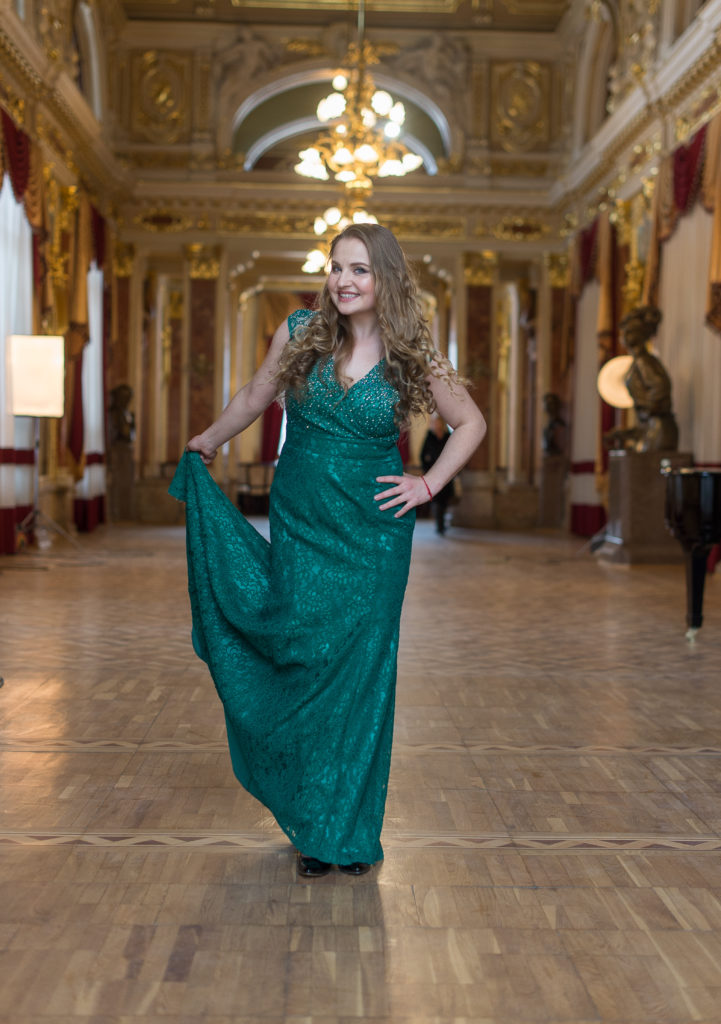
Ганна Носова

Ганна Носова — українська оперна співачка. Колоратурне сопрано.

## Біографія
З 2003 до 2007 навчалась у Сімферопольському музичному училищі ім. П. І. Чайковського (клас викладача Шевченко І. Г.)
З 2007 — студентка вокального факультету Львівської Національної музичної академії ім. М. В. Лисенка в класі народного артиста України професора Ігора Кушплера.
У 2011 отримала диплом бакалавра з відзнакою. У 2012 здобула ступінь магістра (диплом з відзнакою) у Львівській Національній музичній академії ім. М. В. Лисенка.
У 2012 році вступила до аспірантури Львівської Національної музичної академії ім. М. В. Лисенка (творчий керівник доц. Жишкович М. А.).

## Кар'єра
Впродовж навчання у ЛНМА ім. М. Лисенка брала участь у багатьох концертах в Україні та Польщі, зокрема: сольні концерти у Львові (2010—2015 рр.), концерт класу І. Кушплера в Катовіцах (Польща, 2011).
У 2012 році дебютувала на оперній сцені в партії Люсі в опері Дж.-К. Менотті «Телефон». Ця ж опера відкривала фестиваль «Контрасти» у львівській філармонії у 2014 році (в партії Люсі).
У 2014—2017 роках неодноразово виступала у виставах В. А. Моцарта «Чарівна Флейта» в партії Цариці Ночі у Львівському Національному академічному театрі опери та балету імені С. Крушельницької .
З 2017 року — солістка Львівського національного академічного театру опери та балету ім. Соломії Крушельницької.
Володар Гран-Прі та переможець ІV Міжнародного конкурсу «Перлини мистецтва», Київ 2016.
Лауреат I Міжнародного конкурсу «Перлини мистецтва», Львів 2014.
Стипендіат Вагнерівського товариства 2011 року.
Лауреат Всеукраїнського конкурсу вокалістів ім. Т. Терена-Юськіва, Львів, 2010.

## Майстер-класи
брала активну участь у майстер-класах відомих виконавців: 
Олександра Теліги (Польща, 2008), Ежи Артоша (Польща, 2011), Зоряни Кушплер (Австрія, 2011), Адріани Чіконіі (Італія, 2012), Вінченцо де Віво (Італія, 2012), Олени Лютаревич (Італія 2015), Отара Накашідзе (Італія 2015), Калуді Калудова (Болгарія 2017).

## Репертуар
оперні партії
Деспіни з «Cosi fan tutte» В. А. Моцарта,
Адіни з «L'elisir d'amore» Г. Доніцетті,
Люсі з «The Thelephone»  Дж.-К. Менотті,
Цариці Ночі з опери «Чарівна флейта» В. А. Моцарта,
Брігітти з «Іоланти» П.Чайковського,
Віолетти з опери «Травіата» Дж. Верді,
Норіни з опери  «Дон Паскуале» Г. Доніцетті,
Церліни з опери В.А.Моцарта «Дон Жуан»,
Аделі з «Кажана» Й.Штрауса.

## Рецензії
|                                    | ...Ганна Носова вражає блискучими колоратурами в ролі Цариці ночі... |
| — ND ZEITUNG, neues-deutschland.de |                                                                      |

ND Zeitung [Архівовано 6 листопада 2019 у Wayback Machine.]

|             | ...На питання, чому вона належить до найкращих солістів своєї країни, виразно відповідають її вміння та майстерність... |
| — Südkurier | |

 [Архівовано 24 травня 2022 у Wayback Machine.]

|                                | Вона зачаровує усіх слухачів своїм чистим, дзвінком голосом. |
| — Südkurier, www.suedkurier.de |                                                              |